# 데노르남
데노르남(ལྡེ་སྣོལ་ནམ, lDe snol nam)은 토번의 제20대 짼뽀이다.
| 전 대 쎄노르뽀데 | 제20대 토번국 짼뽀 ? - ? | 후 대 데노르뽀 |

| 전임 쎄노르뽀데 | 티베트의 국가 원수 ? ~ ? | 후임 데노르뽀 |